# Vailhauquès
Vailhauquès [va.ʎɔ.kɛs] (en occitan : Valhauqués [βa.ʎaw.kes]) est une commune française située dans l'est du département de l'Hérault en région Occitanie.
Exposée à un climat méditerranéen, elle est drainée par le Mosson, l'Arnède, le ruisseau de la Garonne et par divers autres petits cours d'eau. La commune possède un patrimoine naturel remarquable composé d'une zone naturelle d'intérêt écologique, faunistique et floristique.
Vailhauquès est une commune rurale qui compte 2 684 habitants en 2022, après avoir connu une forte hausse de la population depuis 1962. Elle est dans l'unité urbaine de Vailhauquès et fait partie de l'aire d'attraction de Montpellier. Ses habitants sont appelés les Vailhauquois ou  Vailhauquoises.

## Géographie

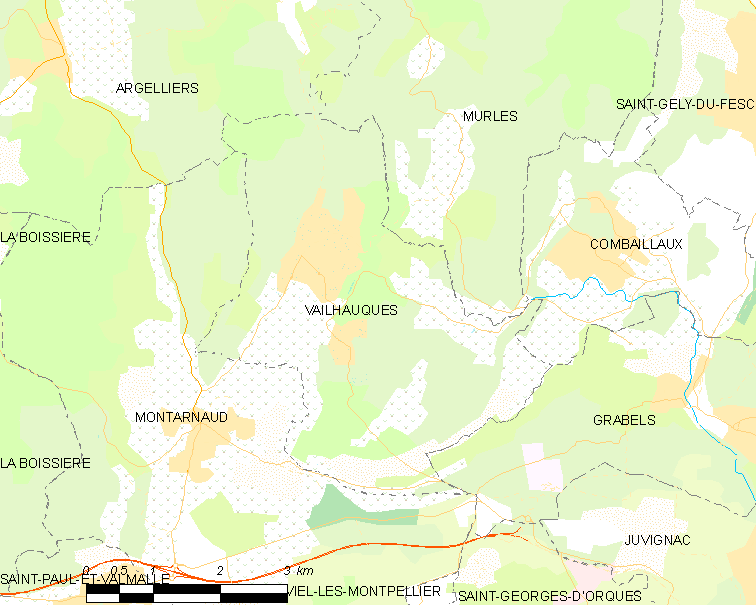
Carte du territoire communal.

La commune de Vailhauquès se situe à l'est du département de l'Hérault et dont le village se trouve à environ 14 kilomètres au nord-ouest du centre de Montpellier, la préfecture.
Ses communes limitrophes sont Argelliers au nord, Murles au nord-est, Combaillaux à l'est, Grabels au sud-est et Montarnaud au sud et à l'ouest,.
Le territoire communal s'étend au sud et au sud-est du village de Vailhauquès, créé au pied du bois de Nasse, petite partie du massif qui sépare le Montpelliérain de la haute-vallée de l'Hérault. Le territoire est principalement pentu et collinéen. Au nord et à l'ouest, ce sont les bois qui dominent. Au sud-est du village, le bois de Montlobre, dégradé en garrigues par endroits, compte quelques parcelles de vignes. Seule la vallée de la Mosson et de ses ruisseaux affluents est largement cultivée en vignes. Cet espace plat est de plus en plus étroit dans sa descente vers Combaillaux.
À partir du vieux village et de quelques équipements communaux sur une plaine, des quartiers d'habitat individuel se sont progressivement construits à partir de la fin du XXe siècle, tantôt s'appropriant une petite colline, tantôt un morceau de pente boisée, parfois non contiguë avec l'urbanisation existante comme « le Bois des Chênes »,.

### Communes limitrophes et proches
| Argelliers (4.65 / 8,54 km) Puéchabon (9.24 / 14,16 km) St-Jean-de-Fos (13.72 / 27,68 km) Aniane (10.26 / 16,73 km) | Viols-en-Laval (8.92 / 11,65 km) Viols-le-Fort (7.96 / 10,29 km) | Cazevieille (12.37 / 18,13 km) Murles (3.02 / 4,34 km) St-Gély-du-Fesc (7.33 / 11,00 km)                                             |
| Lagamas (15.76 / 23,77 km)                                                                                          | Vailhauquès                                                      | Combaillaux (5.02 / 8,19 km) |
| La Boissière (5.94 / 9,46 km) Aumelas (12.15 / 14,66 km) Montarnaud (2.88 / 3,12 km) Cournonsec (13.79 / 20,45 km)  | Cournonterral (12.64 / 18,58 km)                                 | Grabels (6.93 / 10,16 km) Juvignac (9.85 / 12,58 km) St-Georges-d'Orques (8.56 / 10,12 km) Murviel-lès-Montpellier (7.67 / 10,16 km) |

### Climat
Pour des articles plus généraux, voir Climat de l'Occitanie et Climat de l'Hérault.
En 2010, le climat de la commune est de type climat méditerranéen franc, selon une étude s'appuyant sur une série de données couvrant la période 1971-2000. En 2020, Météo-France publie une typologie des climats de la France métropolitaine dans laquelle la commune est exposée à un climat méditerranéen et est dans la région climatique  Provence, Languedoc-Roussillon, caractérisée par une pluviométrie faible en été, un très bon ensoleillement (2 600 h/an), un été chaud (21,5 °C), un air très sec en été, sec en toutes saisons, des vents forts (fréquence de 40 à 50 % de vents > 5 m/s) et peu de brouillards.
Pour la période 1971-2000, la température annuelle moyenne est de 14,2 °C, avec une amplitude thermique annuelle de 16,3 °C. Le cumul annuel moyen de précipitations est de 844 mm, avec 6,5 jours de précipitations en janvier et 3 jours en juillet. Pour la période 1991-2020, la température moyenne annuelle observée sur la station météorologique la plus proche, située sur la commune de Prades-le-Lez à 12 km à vol d'oiseau, est de 14,6 °C et le cumul annuel moyen de précipitations est de 869,7 mm,. Pour l'avenir, les paramètres climatiques de la commune estimés pour 2050 selon différents scénarios d'émission de gaz à effet de serre sont consultables sur un site dédié publié par Météo-France en novembre 2022.

### Milieux naturels et biodiversité

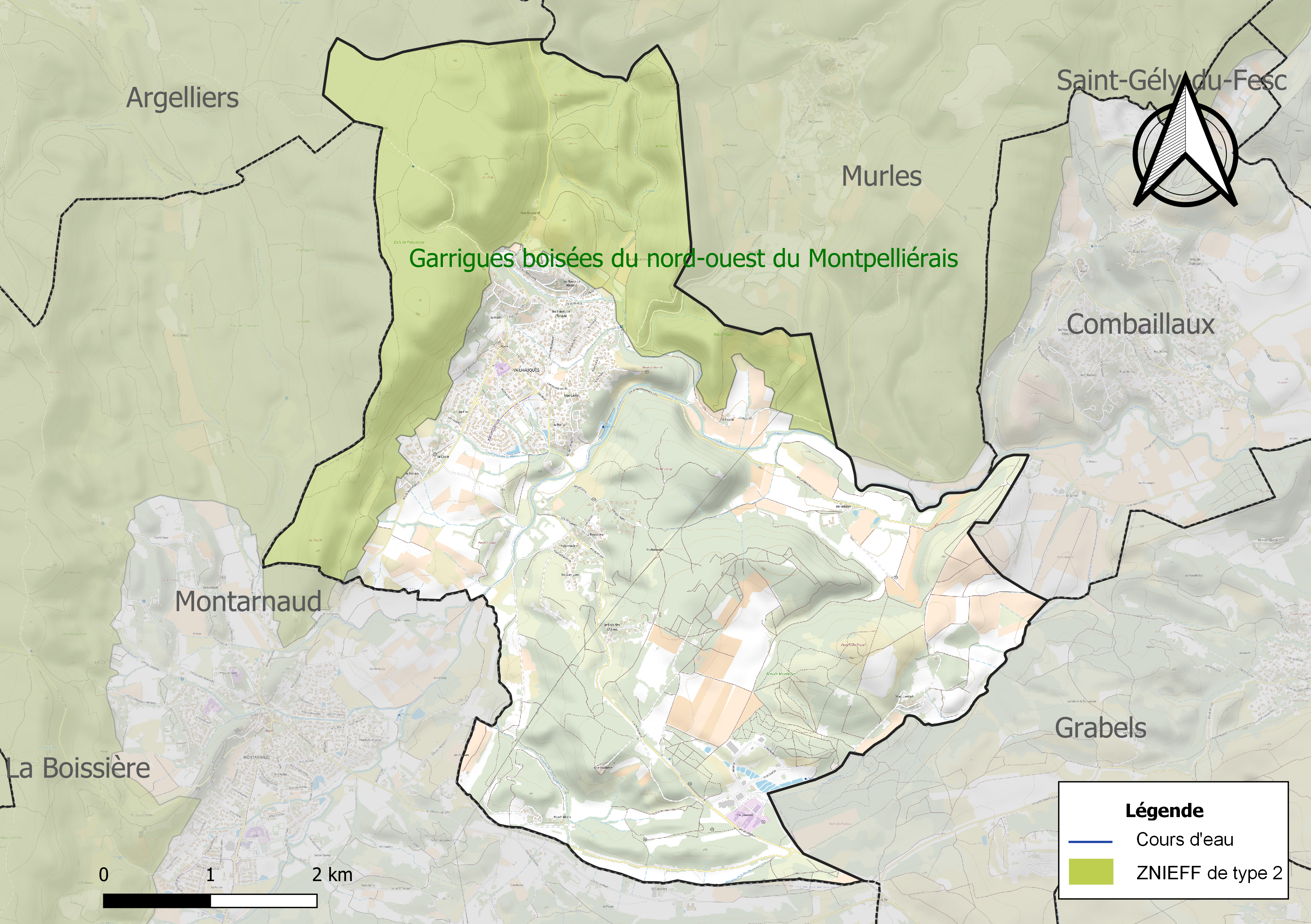
Carte de la ZNIEFF de type 2 localisée sur la commune.

L’inventaire des zones naturelles d'intérêt écologique, faunistique et floristique (ZNIEFF) a pour objectif de réaliser une couverture des zones les plus intéressantes sur le plan écologique, essentiellement dans la perspective d’améliorer la connaissance du patrimoine naturel national et de fournir aux différents décideurs un outil d’aide à la prise en compte de l’environnement dans l’aménagement du territoire.
Une ZNIEFF de type 2 est recensée sur la commune :
les « garrigues boisées du nord-ouest du Montpelliérais » (16 219 ha), couvrant 17 communes du département.

## Urbanisme

### Typologie
Au 1er janvier 2024, Vailhauquès est catégorisée bourg rural, selon la nouvelle grille communale de densité à sept niveaux définie par l'Insee en 2022.
Elle appartient à l'unité urbaine de Vailhauquès, une unité urbaine monocommunale constituant une ville isolée,. Par ailleurs la commune fait partie de l'aire d'attraction de Montpellier, dont elle est une commune de la couronne,. Cette aire, qui regroupe 161 communes, est catégorisée dans les aires de 700 000 habitants ou plus (hors Paris),.

### Occupation des sols
L'occupation des sols de la commune, telle qu'elle ressort de la base de données européenne d’occupation biophysique des sols Corine Land Cover (CLC), est marquée par l'importance des forêts et milieux semi-naturels (59,1 % en 2018), en diminution par rapport à 1990 (61,8 %). La répartition détaillée en 2018 est la suivante : 
milieux à végétation arbustive et/ou herbacée (30,2 %), forêts (28,9 %), cultures permanentes (23,4 %), zones urbanisées (11,6 %), zones agricoles hétérogènes (4,2 %), zones industrielles ou commerciales et réseaux de communication (1,6 %). L'évolution de l’occupation des sols de la commune et de ses infrastructures peut être observée sur les différentes représentations cartographiques du territoire : la carte de Cassini (XVIIIe siècle), la carte d'état-major (1820-1866) et les cartes ou photos aériennes de l'IGN pour la période actuelle (1950 à aujourd'hui).

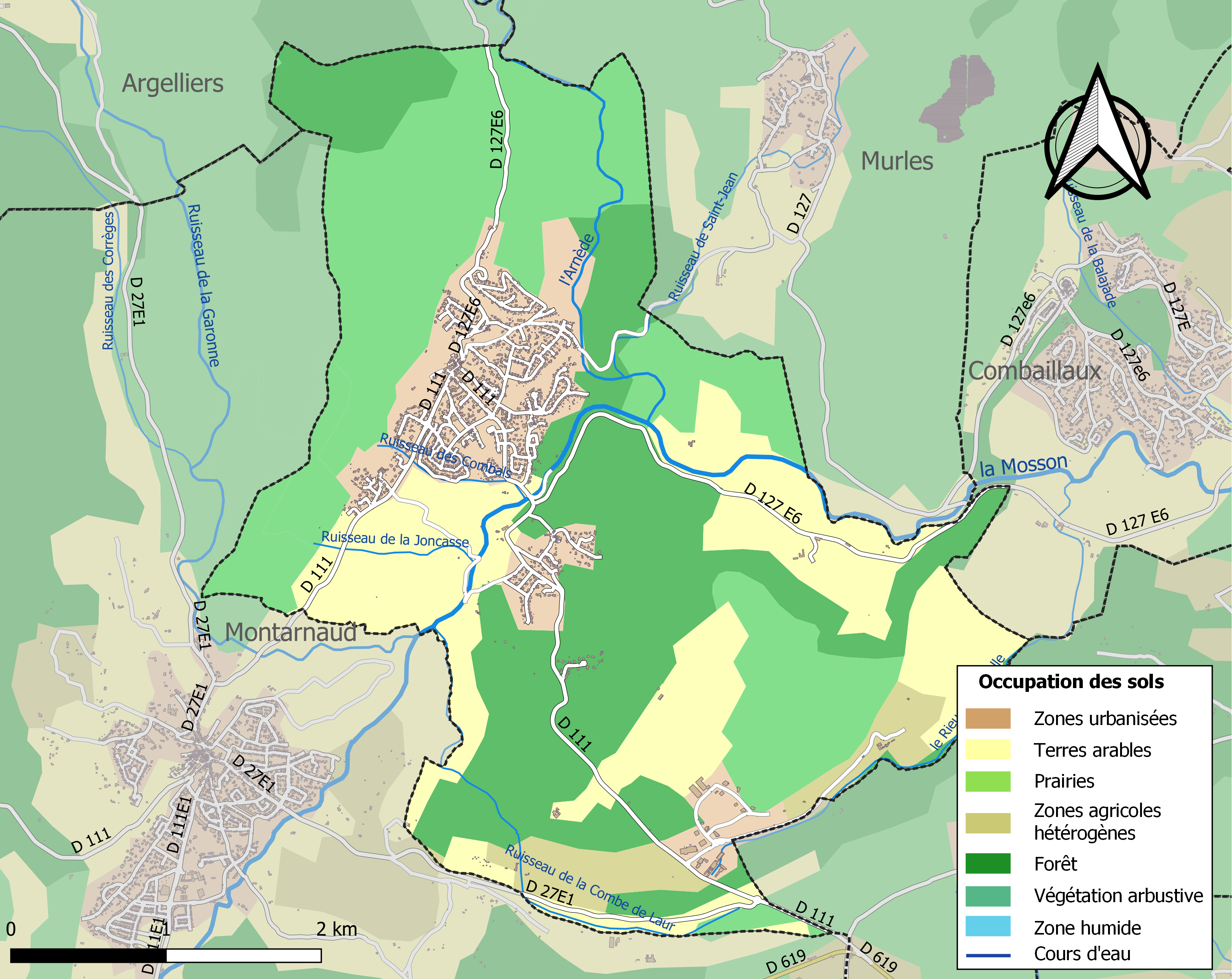
Carte des infrastructures et de l'occupation des sols de la commune en 2018 (CLC).

### Risques majeurs
Le territoire de la commune de Vailhauquès est vulnérable à différents aléas naturels : météorologiques (tempête, orage, neige, grand froid, canicule ou sécheresse), inondations, feux de forêts, mouvements de terrains et séisme (sismicité faible). Il est également exposé à un risque technologique,  le transport de matières dangereuses. Un site publié par le BRGM permet d'évaluer simplement et rapidement les risques d'un bien localisé soit par son adresse soit par le numéro de sa parcelle.

#### Risques naturels
La commune fait partie du territoire à risques importants d'inondation (TRI) de Montpellier-Lunel-Mauguio-Palavas, regroupant 49 communes du bassin de vie de Montpellier et s'étendant sur les départements de l'Hérault et du Gard, un des 31 TRI qui ont été arrêtés fin 2012 sur le bassin Rhône-Méditerranée, retenu au regard des risques de submersions marines et de débordements du Vistre, du Vidourle, du Lez et de la Mosson. Parmi les événements significatifs antérieurs à 2019 qui ont touché le territoire, peuvent être citées les crues de septembre 2002 et de septembre 2003 (Vidourle) et les tempêtes de novembre 1982 et décembre 1997 qui ont touché le littoral. Des cartes des surfaces inondables ont été établies pour trois scénarios : fréquent (crue de temps de retour de 10 ans à 30 ans), moyen (temps de retour de 100 ans à 300 ans) et extrême (temps de retour de l'ordre de 1 000 ans, qui met en défaut tout système de protection). La commune a été reconnue en état de catastrophe naturelle au titre des dommages causés par les inondations et coulées de boue survenues en 1982, 1987, 2002, 2003, 2005, 2011, 2014 et 2017,.
Vailhauquès est exposée au risque de feu de forêt. Un plan départemental de protection des forêts contre les incendies (PDPFCI) a été approuvé en juin 2013 et court jusqu'en 2022, où il doit être renouvelé. Les mesures individuelles de prévention contre les incendies sont précisées par deux arrêtés préfectoraux et s’appliquent dans les zones exposées aux incendies de forêt et à moins de 200 mètres de celles-ci. L’arrêté du 25 avril 2002 réglemente l'emploi du feu en interdisant notamment d’apporter du feu, de fumer et de jeter des mégots de cigarette dans les espaces sensibles et sur les voies qui les traversent sous peine de sanctions. L'arrêté du 11 mars 2013 rend le débroussaillement obligatoire, incombant au propriétaire ou ayant droit,.

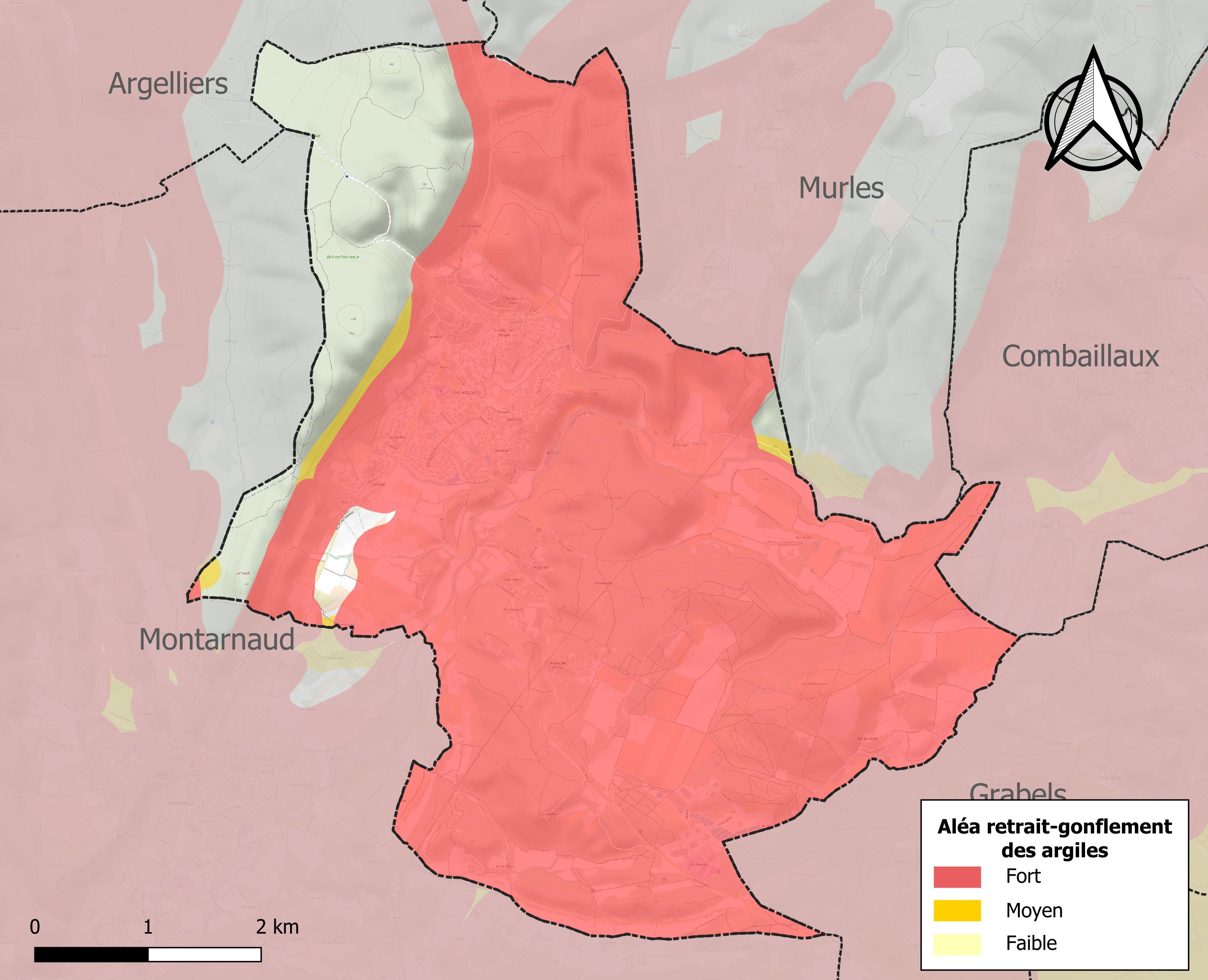
Carte des zones d'aléa retrait-gonflement des sols argileux de Vailhauquès.

La commune est vulnérable au risque de mouvements de terrains constitué principalement du retrait-gonflement des sols argileux. Cet aléa est susceptible d'engendrer des dommages importants aux bâtiments en cas d’alternance de périodes de sécheresse et de pluie. 85,9 % de la superficie communale est en aléa moyen ou fort (59,3 % au niveau départemental et 48,5 % au niveau national). Sur les 935 bâtiments dénombrés sur la commune en 2019, 935 sont en aléa moyen ou fort, soit 100 %, à comparer aux 85 % au niveau départemental et 54 % au niveau national. Une cartographie de l'exposition du territoire national au retrait gonflement des sols argileux est disponible sur le site du BRGM,.
Par ailleurs, afin de mieux appréhender le risque d’affaissement de terrain, l'inventaire national des cavités souterraines permet de localiser celles situées sur la commune.

#### Risques technologiques
Le risque de transport de matières dangereuses sur la commune est lié à sa traversée par des infrastructures routières ou ferroviaires importantes ou la présence d'une canalisation de transport d'hydrocarbures. Un accident se produisant sur de telles infrastructures est susceptible d’avoir des effets graves sur les biens, les personnes ou l'environnement, selon la nature du matériau transporté. Des dispositions d’urbanisme peuvent être préconisées en conséquence.

## Voies de communication
Trois routes départementales se croisent dans le village permettant quatre voies d'accès : la D127E vers le hameau de Cantagrils (commune d'Argelliers) au nord, la D127E6 vers Combaillaux et le nord de Montpellier à l'est, la D111 vers l'autoroute A750 et Montpellier au sud-est, et la D111 vers Montarnaud et l'autoroute A750 direction Clermont-l'Hérault au sud-ouest.

## Histoire
Le 28 mars 2008, par délibération de son conseil municipal, la commune s'est engagée pour le développement durable dans une démarche d'Agenda 21 et a signé la Charte d'Aalborg ainsi que les engagements d'« Aalborg+10 ».

### Héraldique
| Armes de Vailhauquès | Les armes de Vailhauquès se blasonnent ainsi : « d'azur à un saint Martin d'argent tenant une palme d'or ». |

## Politique et administration
| Période   | Période   | Identité                      | Étiquette | Qualité                            |
| --------- | --------- | ----------------------------- | --------- | ---------------------------------- |
| 1792      | 1795      | Antoine Rainard               |           |                                    |
| 1795      | 1798      | Jean Audran                   |           |                                    |
| 1798      | 1816      | Antoine Vassal                |           |                                    |
| 1816      | 1830      | Jean-Baptiste Jacques Duffour |           |                                    |
| 1830      | 1833      | Denis Laval                   |           |                                    |
| 1833      | 1848      | Jean-Baptiste Jacques Duffour |           |                                    |
| 1848      | 1860      | Jean-Noël Duffour             |           |                                    |
| 1860      | 1871      | François Xavier Azema         |           |                                    |
| 1871      | 1885      | Jean-Alphonse Duffour         |           |                                    |
| 1885      | 1888      | François Xavier Azema         |           |                                    |
| 1888      | 1898      | Jean-Alphonse Duffour         |           |                                    |
| 1898      | 1901      | Félix Azema                   |           |                                    |
| 1901      | 1907      | Félix Paulet                  |           |                                    |
| 1907      | 1914      | Paul Laval                    |           |                                    |
| 1914      | 1919      | Marcellin Camplo              |           | Adjoint remplace le Maire mobilisé |
| 1919      | 1925      | Joseph Marie Azemar           |           |                                    |
| 1925      | 1929      | Firmin Azema                  |           |                                    |
| 1929      | 1931      | Paul Laval                    |           |                                    |
| 1931      | 1947      | Théophile Durand              |           |                                    |
| 1947      | 1966      | René Arnavielle               |           |                                    |
| 1966      | 1971      | Maurice Durand                |           |                                    |
| 1971      | mars 1989 | Paul Bernard                  |           |                                    |
| mars 1989 | mars 2001 | Jean-François Renaud          | PS        |                                    |
| mars 2001 | En cours  | Hussam Al Mallak              | DVG       | Médecin                            |

### Tendances politiques et résultats
| Scrutin             | Scrutin             | 1er tour | 1er tour | 1er tour | 1er tour | 1er tour   | 1er tour | 1er tour | 1er tour    | 1er tour | 1er tour | 1er tour   | 1er tour | 2d tour | 2d tour | 2d tour | 2d tour | 2d tour | 2d tour |
| Scrutin             | Scrutin             | 1er      | 1er      | %        | 2e       | 2e         | %        | 3e       | 3e          | %        | 4e       | 4e         | %        | 1er     | 1er     | %       | 2e      | 2e      | %       |
| ------------------- | ------------------- | -------- | -------- | -------- | -------- | ---------- | -------- | -------- | ----------- | -------- | -------- | ---------- | -------- | ------- | ------- | ------- | ------- | ------- | ------- |
| Présidentielle 2017 | Présidentielle 2017 |          | EM       | 25,68    |          | LFI        | 23,02    |          | FN          | 22,79    |          | LR         | 15,50    |         | EM      | 64,81   |         | FN      | 35,19   |
| Présidentielle 2022 | Présidentielle 2022 |          | LREM     | 26,75    |          | RN         | 24,99    |          | LFI         | 21,06    |          | REC        | 7,63     |         | LREM    | 55,46   |         | RN      | 44,54   |
| Législatives 2022   | 4e                  |          | RN       | 25,44    |          | LREM (ENS) | 25,15    |          | LFI (NUPES) | 23,69    |          | PS (diss.) | 9,09     |         | RN      | 52,59   |         | LFI     | 47,41   |
| Législatives 2024   | 4e                  |          | RN       | 40,79    |          | LFI (NFP)  | 28,99    |          | HOR (ENS)   | 27,24    |          | REC        | 1,95     |         | LFI     | 50,07   |         | RN      | 49,93   |

## Démographie

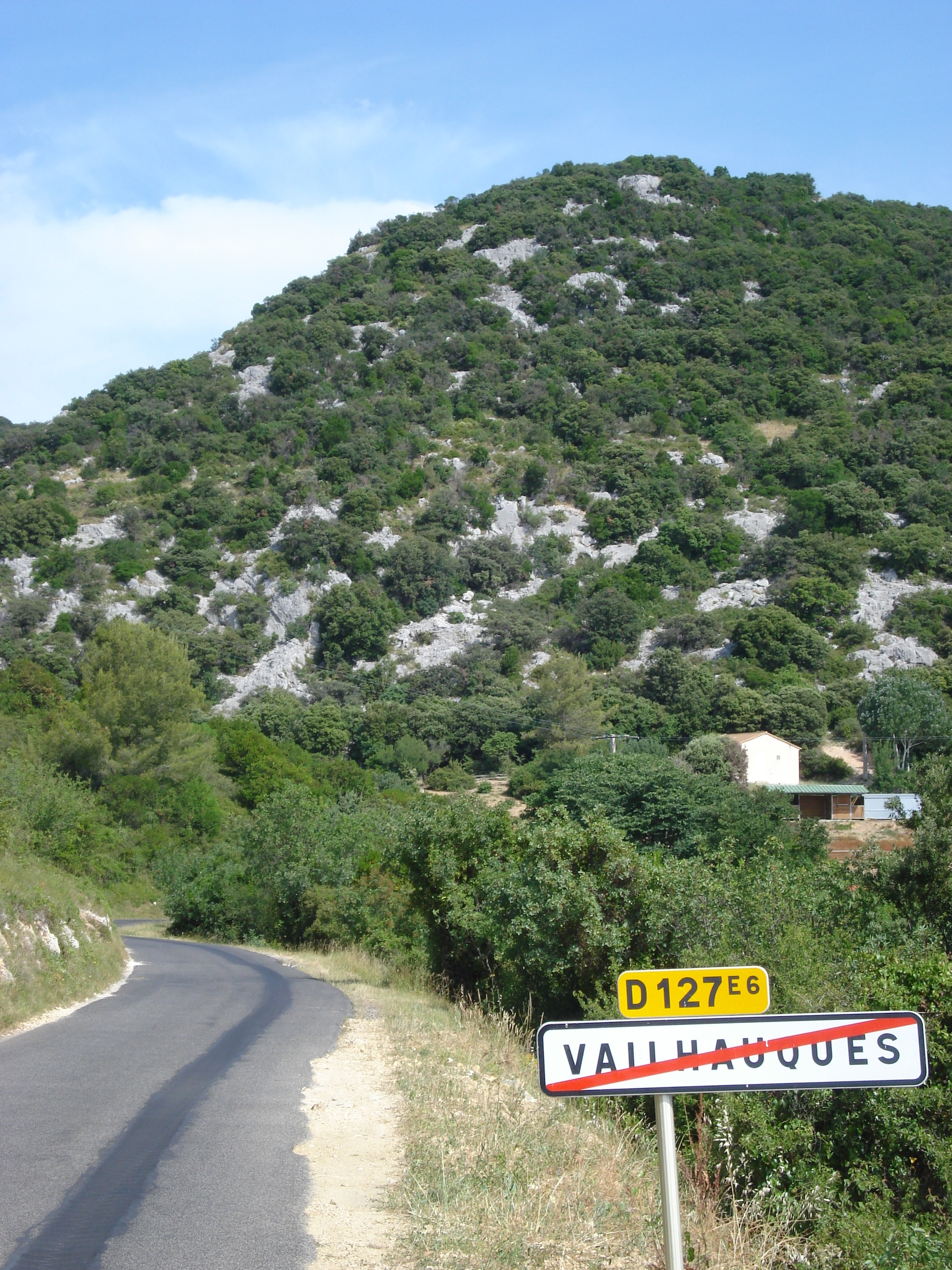
Vailhauquès, sortie nord, vue sur la garrigue.

Plan des bois communaux (1749).

L'évolution du nombre d'habitants est connue à travers les recensements de la population effectués dans la commune depuis 1793. Pour les communes de moins de 10 000 habitants, une enquête de recensement portant sur toute la population est réalisée tous les cinq ans, les populations de référence des années intermédiaires étant quant à elles estimées par interpolation ou extrapolation. Pour la commune, le premier recensement exhaustif entrant dans le cadre du nouveau dispositif a été réalisé en 2007.

En 2022, la commune comptait 2 684 habitants, en évolution de +4,23 % par rapport à 2016 (Hérault : +7,49 %, France hors Mayotte : +2,11 %).
| 1793 | 1800 | 1806 | 1821 | 1831 | 1836 | 1841 | 1846 | 1851 |
| ---- | ---- | ---- | ---- | ---- | ---- | ---- | ---- | ---- |
| 228  | 228  | 258  | 280  | 266  | 232  | 241  | 225  | 229  |

| 1856 | 1861 | 1866 | 1872 | 1876 | 1881 | 1886 | 1891 | 1896 |
| ---- | ---- | ---- | ---- | ---- | ---- | ---- | ---- | ---- |
| 250  | 425  | 473  | 539  | 592  | 550  | 184  | 205  | 205  |

| 1901 | 1906 | 1911 | 1921 | 1926 | 1931 | 1936 | 1946 | 1954 |
| ---- | ---- | ---- | ---- | ---- | ---- | ---- | ---- | ---- |
| 221  | 231  | 237  | 219  | 224  | 203  | 242  | 191  | 195  |

| 1962 | 1968 | 1975 | 1982 | 1990  | 1999  | 2006  | 2007  | 2012  |
| ---- | ---- | ---- | ---- | ----- | ----- | ----- | ----- | ----- |
| 191  | 235  | 315  | 772  | 1 317 | 1 899 | 2 058 | 2 082 | 2 573 |

| 2017  | 2022  | - | - | - | - | - | - | - |
| ----- | ----- | - | - | - | - | - | - | - |
| 2 553 | 2 684 | - | - | - | - | - | - | - |

## Économie

### Revenus
En 2018, la commune compte 939 ménages fiscaux, regroupant 2 552 personnes. La médiane du revenu disponible par unité de consommation est de 25 500 € (20 330 € dans le département). 62 % des ménages fiscaux sont imposés (45,8 % dans le département).

### Emploi
|                | 2008   | 2013   | 2018  |
| -------------- | ------ | ------ | ----- |
| Commune        | 7 %    | 6,6 %  | 7,4 % |
| Département    | 10,1 % | 11,9 % | 12 %  |
| France entière | 8,3 %  | 10 %   | 10 %  |

En 2018, la population âgée de 15 à 64 ans s'élève à 1 639 personnes, parmi lesquelles on compte 76,8 % d'actifs (69,4 % ayant un emploi et 7,4 % de chômeurs) et 23,2 % d'inactifs,. Depuis 2008, le taux de chômage communal (au sens du recensement) des 15-64 ans est inférieur à celui de la France et du département.
La commune fait partie de la couronne de l'aire d'attraction de Montpellier, du fait qu'au moins 15 % des actifs travaillent dans le pôle,. Elle compte 774 emplois en 2018, contre 641 en 2013 et 459 en 2008. Le nombre d'actifs ayant un emploi résidant dans la commune est de 1 149, soit un indicateur de concentration d'emploi de 67,4 % et un taux d'activité parmi les 15 ans ou plus de 62,9 %.
Sur ces 1 149 actifs de 15 ans ou plus ayant un emploi, 196 travaillent dans la commune, soit 17 % des habitants. Pour se rendre au travail, 89 % des habitants utilisent un véhicule personnel ou de fonction à quatre roues, 3,6 % les transports en commun, 3,9 % s'y rendent en deux-roues, à vélo ou à pied et 3,6 % n'ont pas besoin de transport (travail au domicile).

### Activités hors agriculture

#### Secteurs d'activités
244 établissements sont implantés  à Vailhauquès au 31 décembre 2019. Le tableau ci-dessous en détaille le nombre par secteur d'activité et compare les ratios avec ceux du département,.
| Secteur d'activité                                                                                        | Commune | Commune | Département |
| Secteur d'activité                                                                                        | Nombre  | %       | %           |
| --- | ------- | ------- | ----------- |
| Ensemble                                                                                                  | 244     | 100 %   | (100 %)     |
| Industrie manufacturière, industries extractives et autres                                                | 17      | 7 %     | (6,7 %)     |
| Construction                                                                                              | 38      | 15,6 %  | (14,1 %)    |
| Commerce de gros et de détail, transports, hébergement et restauration                                    | 48      | 19,7 %  | (28 %)      |
| Information et communication                                                                              | 7       | 2,9 %   | (3,3 %)     |
| Activités financières et d'assurance                                                                      | 7       | 2,9 %   | (3,2 %)     |
| Activités immobilières                                                                                    | 16      | 6,6 %   | (5,3 %)     |
| Activités spécialisées, scientifiques et techniques et activités de services administratifs et de soutien | 55      | 22,5 %  | (17,1 %)    |
| Administration publique, enseignement, santé humaine et action sociale                                    | 29      | 11,9 %  | (14,2 %)    |
| Autres activités de services                                                                              | 27      | 11,1 %  | (8,1 %)     |

Le secteur des activités spécialisées, scientifiques et techniques et des activités de services administratifs et de soutien est prépondérant sur la commune puisqu'il représente 22,5 % du nombre total d'établissements de la commune (55 sur les 244 entreprises implantées  à Vailhauquès), contre 17,1 % au niveau départemental.

#### Entreprises et commerces
Les cinq entreprises ayant leur siège social sur le territoire communal qui génèrent le plus de chiffre d'affaires en 2020 sont : 
- Abioz Technologies, commerce de gros (commerce interentreprises) de produits pharmaceutiques (1 325 k€) ;
- Polyfrance, commerce de gros (commerce interentreprises) de quincaillerie (1 041 k€) ;
- Mira Bruno, travaux de peinture et vitrerie (518 k€) ;
- J Meier Travaux, travaux d'installation électrique dans tous locaux (93 k€) ;
- Des Clics Photos, vente à distance sur catalogue spécialisé (92 k€).

### Agriculture
|               | 1988 | 2000 | 2010 | 2020 |
| ------------- | ---- | ---- | ---- | ---- |
| Exploitations | 23   | 24   | 13   | 8    |
| SAU (ha)      | 257  | 290  | 149  | 169  |

La commune est dans les Garrigues, une petite région agricole occupant une partie du centre et du nord-est du département de l'Hérault. En 2020, l'orientation technico-économique de l'agriculture  sur la commune est la culture de fruits ou d'autres cultures permanentes. Huit exploitations agricoles ayant leur siège dans la commune sont dénombrées lors du recensement agricole de 2020 (23 en 1988). La superficie agricole utilisée est de 169 ha,,.

## Culture locale et patrimoine

### Lieux et monuments
Dans la région se trouvent plusieurs dolmens et menhirs.
- Église paroissiale Saint-Sernin-de-Toulouse-et-Sainte-Foy-d'Agen de Vailhauquès.
- Domaine de Montlobre.

Une importante caserne du service départemental d’incendie et de secours (SDIS) de l'Hérault se trouve au sud-est de la commune à proximité d'une des entrées de l'autoroute A750.

## Personnalités
- Claude Azéma, évêque.

## Littérature
- « Les mal-aimés » de Jean-Christophe Tixier  (ISBN 978-2-253-24162-1) L'histoire se passe dans le village de Vailhauquès dans la seconde moitié du XIXe. Tout tourne autour de la « Maison d'éducation surveillée de Vailhauquès » appelée « le bagne » et qui avait fermé ses portes 17 ans avant le début de l'intrigue. L'auteur fait référence aux archives départementales de l'Hérault dans ses remerciements (https://francearchives.fr/fr/facomponent/48e919fc85f9c53d6833c38f7988a0c62c60e43d)